# Листвянка (Топкинський округ)
Листвя́нка (рос. Листвянка) — селище у складі Топкинського округу Кемеровської області, Росія.

## Населення
Населення — 116 осіб (2010; 143 у 2002).
Національний склад (станом на 2002 рік):
- росіяни — 80 %